# Heike Egner

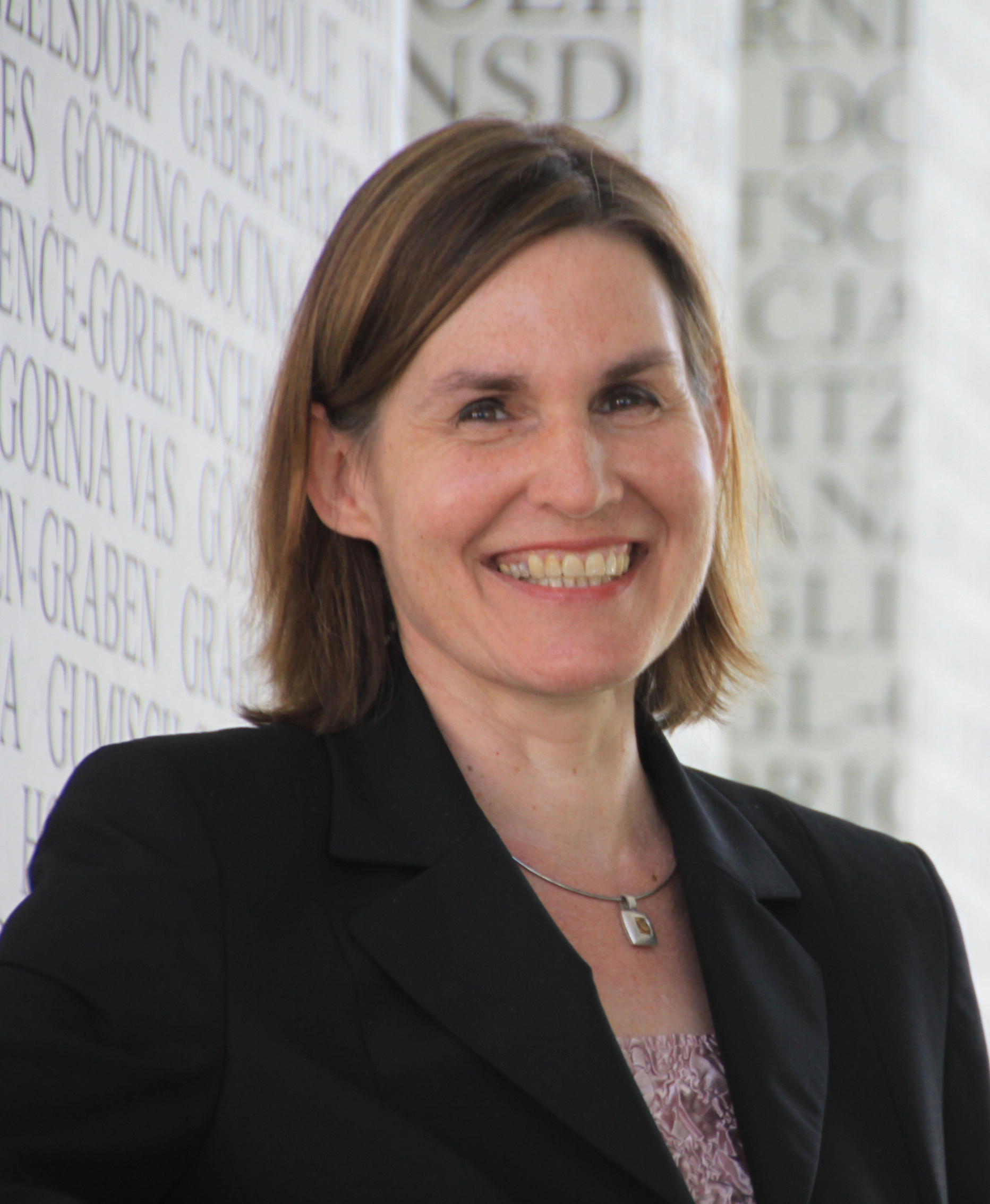
Heike Egner (2015)

Heike Egner (* 1963 in Heidelberg) ist eine deutsche Humangeographin.

## Werdegang
Heike Egner studierte Publizistik, Geographie und Politikwissenschaft an der Johannes Gutenberg-Universität Mainz und beendete 1995 das Studium mit dem Abschluss Magister Artium. Im Jahr 2001 wurde sie am Geographischen Institut der Universität Mainz mit der Arbeit Trend- und Natursport als System. Die Karriere einer Sportlandschaft am Beispiel Moab, Utah promoviert. 2007 habilitierte sie sich dort mit einer Arbeit zum Thema Gesellschaft, Mensch, Umwelt – beobachtet. Ein Beitrag zur Theorie der Geographie.
2006 war Egner am Institut für Humangeographie an der Johann Wolfgang Goethe-Universität Frankfurt am Main, 2006/07 an der Universität Kassel und 2008/09 an der Ludwig-Maximilians-Universität München Vertretungsprofessorin. 2007 bis 2008 war sie Gastprofessorin an der Universität Wien und 2008 Gastdozentin an der Universität Innsbruck. Im Jahr 2010 nahm Egner den Ruf als Universitäts-Professorin an die Alpen-Adria-Universität Klagenfurt an. Von Januar 2011 bis Mai 2018 hat sie dort das Institut für Geographie und Regionalforschung geleitet. Von 2012 bis 2015 war Egner wissenschaftliche Leiterin des universitären Weiterbildungslehrgangs „Management of Protected Areas (MSc)“.
Im Mai 2018 sprach der Rektor der Universität Klagenfurt eine fristlose Entlassung aus. Das Landesgericht Klagenfurt entschied im Mai 2022, dass die Entlassung rechtens war. Das Urteil wurde im März 2023 vom Oberlandesgericht Graz bestätigt. Nach Zurückweisung einer ao. Revision durch den Obersten Gerichtshof ist es seit Juni 2023 rechtskräftig.
Im Sommer- und Wintersemester 2019 war Egner Gastprofessorin am Zentrum für Interkulturelle Studien der Johannes Gutenberg-Universität Mainz mit einem Lehrauftrag am Geographischen Institut.

## Forschungsschwerpunkte
Die Forschungsschwerpunkte von Heike Egner liegen in Sozialgeographie; geographischer Risikoforschung; Theorien der Beobachtung, Epistemologie und Ontologie in der Geographie; Gesellschaft-Umwelt-Beziehungen; Anthropozän und nachhaltige Entwicklung sowie geographische Systemforschung.

## Auszeichnungen
- 2015 Fellowship am Institute of Advanced Study an der Durham University[11]
- 2011 Fellowship am Zentrum für interdisziplinäre Forschung, Bielefeld[12]
- 2010 Fellowship am Rachel Carson Center for Environment and Society, München[13]
- 2007 Preis der Österreichischen Geographischen Gesellschaft für die Habilitationsschrift[14]

## Publikationen (Auswahl)

### Monographien
- Egner, Heike & Anke Uhlenwinkel: Wer stört, muss weg! Westend Verlag, Neu-Isenburg 2024, ISBN 978-3-98791-076-0.
- Egner, Heike: Theoretische Geographie, Wissenschaftliche Buchgesellschaft, Darmstadt 2010, ISBN 978-3-534-22846-1.
- Egner, Heike: Gesellschaft, Mensch, Umwelt – beobachtet. Ein Beitrag zur Theorie der Geographie, Steiner Verlag, Stuttgart 2008, ISBN 978-3-515-09275-3.
- Egner, Heike: Trend- und Natursport als System. Die Karriere einer Sportlandschaft am Beispiel Moab, Utah. Mainz (Dissertationsschrift) 2001.[15]

### Herausgeberschaft
- Egner, Heike, Marén Schorch & Martin Voss: Learning and Calamities. Practices, Interpretations, Patterns. Routledge, New York 2015. ISBN 978-0-415-70335-2.
- Egner, Heike & Martin Schmid: Jenseits traditioneller Wissenschaft? Zur Rolle von Wissenschaft in einer vorsorgenden Gesellschaft. Oekom, München 2012. ISBN 978-3-86581-325-1.
- Egner, Heike & Andreas Pott: Geographische Risikoforschung. Zur Konstruktion verräumlichter Risiken und Sicherheiten. Steiner Verlag, Stuttgart 2010. ISBN 978-3-515-09427-6.
- Egner, Heike, Beate M.W. Ratter & Richard Dikau: Umwelt als System – System als Umwelt? Systemtheorien auf dem Prüfstand. Oekom, München 2008. ISBN 978-3-86581-112-7.
- Mitherausgeberin der Reihe Routledge Studies in Environment, Culture and Society. New York, London, seit 2011.
- Mitherausgeberin der Reihe Proceedings of Management of Protected Areas. Heyn, Klagenfurt, seit 2013.
- Mitglied des Scientific Advisory Board GAIA. München, seit 2012.